# The Element of Freedom
The Element of Freedom là album phòng thu thứ tư của nghệ sĩ thu âm người Mỹ Alicia Keys, phát hành vào ngày 11 tháng 12 năm 2009 bởi J Records. Các phiên thu âm cho album diễn ra từ tháng 5 đến tháng 9 năm 2009 tại phòng thu The Oven Studios ở Long Island, New York. Quá trình sản xuất được đảm nhiệm bởi Keys, Jeff Bhasker, Swizz Beatz, Noah "40" Shebib, Toby Gad và Kerry "Krucial" Brothers. Khác với chất nhạc soul cổ điển trong các album trước đó của Keys, The Element of Freedom gồm những bài hát có nhịp điệu trung bình, viết trên khóa thấp và phần lớn là các bản ballad.
Album ra mắt ở vị trí số 2 trên bảng xếp hạng US Billboard 200, bán ra 417.000 bản trong tuần đầu phát hành. Nó trở thành album đầu tiên của Keys không đạt quán quân tại Hoa Kỳ, nhưng cũng là album đầu tiên của cô quán quân tại Vương quốc Anh. The Element of Freedom được chứng nhận bạch kim của Hiệp hội Công nghiệp ghi âm Hoa Kỳ chỉ trong 1 tháng sau ngày phát hành, sản xuất ra 5 đĩa đơn đạt được thành công trên các bảng xếp hạng. Sau khi phát hành, album nhận được phần lớn những phản hồi tích cực từ các nhà phê bình âm nhạc, những người khen ngợi việc album được viết ở khóa thấp và cách hát của Keys, mặc dù một số người tỏ ra không đồng tình với cách cô sáng tác nhạc. Keys tổ chức một chuyến lưu diễn trên toàn cầu để hỗ trợ album, có tên gọi là The Freedom Tour. Tính đến tháng 8 năm 2012, The Element of Freedom đã bán được 4 triệu bản trên toàn cầu.

## Bối cảnh thực hiện
Sau khi thu âm album phòng thu thứ ba, As I Am, Keys bắt đầu "tìm cách để được hoàn toàn là chính mình và tìm hiểu ý nghĩa của nó; tái hiện những gì tôi muốn làm và để không tự tôn vinh bản thân". Cô mô tả The Element of Freedom là một sự thay đổi, nhưng lưu ý rằng vẫn có sự "hòa trộn". Cô giải thích chủ đề của album rằng "một mặt nó mạnh mẽ, còn một mặt nó thể hiện sự dễ bị tổn thương". Album có "cảm nhận mạnh mẽ và sắc sảo", nhưng cũng "sâu sắc, dễ tổn thương và tinh tế". Trong chương trình 106 & Park của BET, cô miêu tả về album: "Cách mà những bài hát thể hiện [trong album] sẽ đưa bạn vào một đỉnh cao đầy tự nhiên. Tôi chỉ muốn bạn cảm nhận được sự tự do, tôi muốn bạn cảm nhận ra-ngoài-chiếc-hộp, được truyền cảm hứng, bạn chắc chắn sẽ hòa vào một chuyến đi. Tôi biết bạn sẽ bị shock, bạn sẽ được nghe những điều mà bạn chưa từng nghĩ rằng tôi sẽ thể hiện. Nó là một chuyến đi." Keys tiết lộ với tạp chí The Times rằng trong giai đoạn thu âm album, cô thưởng nghe nhạc của các nghệ sĩ như Genesis, Tears for Fears, Fleetwood Mac và The Police.
Phỏng vấn với tạp chí Billboard, Keys cho biết cô đã "loại bỏ tất cả những rào cản và giới hạn, để bạn có thể cảm nhận sự tự do và thể hiện nó bằng mọi cách mà bạn có thể thực hiện". The Element of Freedom được lên lịch phát hành vào ngày 1 tháng 12 năm 2009, để phù hợp với ngày thế giới phòng chống bênh AIDS, nhưng sau đó được lùi xuống ngày 15 tháng 12 để thực hiện các phần thu âm bổ sung. Theo vị phó chủ tịch phụ trách tiếp thị thành thị của hãng J Records, Keys "có nhiều thứ hơn trong phòng thu và cô muốn chúng được hoàn thiện [...] Nên chúng tôi cho cô ấy thêm thời gian cô ấy cần." Keys chỉ ra rằng cô cảm thấy album bị ép thực hiện mà không rõ lý dó. Trong một cuộc phỏng vấn với tờ bào của Scotland, The Scotsman, cô nói rằng: "dường như không công bằng khi phải thực hiện thật nhanh các bài hát vẫn đang tiến triển tốt, và không cho phép chúng trở thành những bài hát tốt nhất mà chúng có thể. Sự khác biệt chỉ là 2 tuần thôi, nhưng nó làm một bản thu âm tốt hơn".

## Thu âm
— Alicia Keys, Billboard.
Keys bắt đầu thực hiện album vào tháng 5 năm 2009. Vào thời điểm này, Keys và kỹ sư âm thanh của cô mua một số bàn phím cổ điển, nói rằng Moog là "người bạn đặc biệt tốt nhất của tôi". Quá trình thu âm diễn ra tại phòng thu The Oven Studios tại Long Island, New York. Keys cho biết cô "không biết phải làm gì" khi bắt tay thực hiện album, chỉ biết rằng cần phải thực hiện nó. Sau khi cố gắng hết sức, cô nói rằng "cuối cùng đã tìm được chìa khóa, và đó là cho phép bản thân được tự do". Cô giải thích rằng album sẽ nói về những sầu muộn đã trải qua. Cô nói thêm, "Tôi thấy tự do hơn. Trước đó, tôi nghĩ rằng tôi chỉ có thể biểu hiện phần mạnh mẽ của mình. Giờ sẽ là một hỗn hợp của mạnh mẽ và thanh nhã. Một âm thanh mới, một cảm xúc mới. Đó chính là tôi ngay lúc này," Việc thu âm hoàn tất vào khoảng giữa tháng 8 và tháng 9 năm 2009. Keys miêu tả rằng cô "rất yêu thích các giai điệu", nhưng tiếp cận album trong một "khoảng tự do". Các nhà sản xuất cho album bao gồm Kerry "Krucial" Brothers, Jeff Bhasker, Noah "40" Shebib và Swizz Beatz.
MTV News báo cáo rằng Keys và rapper Jay-Z đã thu âm "Empire State of Mind Part 2", một phiên bản thứ hai của bài hát "Empire State of Mind", từ album The Blueprint 3 của Jay-Z. Sản phẩm cuối cùng không có sự xuất hiện của Jay-Z. Giữa tháng 11 năm 2009, Brothers tiết lộ trên trang Twitter rằng nghệ sĩ thu âm người Canada Drake sẽ tham gia thực hiện album. Drake miêu tả những phiên thu âm với Keys là "một trong số những trải nghiệm trong phòng thu tuyệt vời nhất của cuộc đời tôi". Anh giải thích rằng "Tôi đến đó và thay vì tỏ ra như thể, 'Đây là nhạc beat đây, hãy bắt đầu làm việc đi,' cô ấy lại như thế này, 'Hãy cho tôi nghe những bài hát yêu thích của anh và cùng chiến đầu nào'... Nó gần giống như sự chuyến giao từ [lắng nghe] âm nhạc tuyệt vời thành tạo nên một bài hát — như thể, không ai chú ý đến nó, vì cô ấy bắt đầu chơi những chiếc chìa khóa còn tôi thì viết những giai điệu." Keys cho biết do việc phát hành album bị lùi lại, cô đã thu âm thêm được "How It Feels to Fly", cũng như được làm việc cùng các nghệ sĩ thu âm Drake và Beyoncé, việc mà Keys mô tả là "sự hợp tác thú vị nhất trong sự nghiệp của tôi".

## Âm nhạc
Các nhà viết nhạc đã lưu ý đến sự thay đổi trong âm nhạc của Keys trong album, từ dòng R&B và soul những năm 1970 sang định hướng nhạc pop thập niên 1990. Ben Ratliff của The New York Times miêu tả phần lớn những bài hát trong album là "chuyên nghiệp... những bài hát chậm, rõ ràng với tiếng piano acoustic bán cổ điển, nhưng hợp âm pop dịu nhẹ và đơn giản, những nhịp hip-hop dễ thấy". Allison Stewart của tờ The Washington Post viết rằng album "phụ thuộc rất lớn, đầy bất ngờ, vào tiết tấu trung bình, vào những bản ballad tình ca được xếp thành lớp một cách cẩn thận". Keys nhận được một vài bình luận so sánh sản phẩm của cô với nhạc sĩ Prince. Viết cho Slant Magazine, Matthew Cole nhận xét "một vài tiếng synth hoài cổ thêm vào phần nền vui nhộn" hợp với "phần đệm đầy những tiếng thở, những đoạn hát bè đậm phong cách của một diva disco được sắp xen kẽ và những phần nhạc đáng giá của Prince" của Keys. Stephen Thomas Erlewine của Allmusic chỉ ra sự ảnh hưởng "luôn luôn rõ ràng" của Prince, khi Keys "đổi từ những âm điệu retro-soul trong âm nhạc những năm đầu sự nghiệp, sang âm nhạc điện tử". Ông miêu tả album là "một bộ sưu tập nhỏ, rõ ràng gồm những bản ballad và những bản pop được truyền cảm hứng từ Prince". Trang chính của Allmusic liệt kê các thể loại trong album bao gồm R&B là thể loại chính, cùng với neo soul, adult alternative, và pop rock. Một vài người còn chú ý đến bài hát thứ 10 trong album, "Put It in a Love Song", xếp nó riêng rẽ với phần còn lại của album và mô tả nó "được sản xuất để trở nên đầy mơ mộng, lấp lánh ánh mặt trời" và "có một nguồn năng lượng khác biệt".

## Chiến lược tiếp thị và quảng bá
Tháng 9, 2009, một ngày sau Giải Video âm nhạc của MTV năm 2009, Keys đăng tải một đoạn thu âm của đĩa đơn mở đường cho album, "Doesn't Mean Anything", lên kênh YouTube của cô. Bài hát được phát hành trên iTunes vào ngày 22 tháng 9. Trong tháng 10, cô biểu diễn trực tiếp ca khúc trong chương trình Regis and Kelly. "Doesn't Mean Anything" đạt đến vị trí thứ 60 trên bảng xếp hạng Billboard Hot 100 và thứ 14 trên bảng xếp hạng Hot R&B/Hip-Hop Songs. Ngày 22 tháng 10 năm 2009, Keys tổ chức "The Element of Freedom Lecture & Performance Series" tại Đại học New York, miễn phí cho các học sinh của trường Tisch School of the Arts. Trong các bài hát cô trình diễn, có một bài hát mới là "Try Sleeping with a Broken Heart". Bài hát, được sản xuất bởi Keys và Jeff Bhasker, phát hành thành đĩa đơn thứ hai từ album. Video âm nhạc cho ca khúc ra mắt ngày 16 tháng 11 năm 2009. Keys đã trình diễn một liên khúc gồm "Empire State of Mind", "Doesn't Mean Anything" và "No One" trong mùa thứ 6 của chương trình The X Factor vào ngày 29 tháng 11 năm 2009. Vào ngày 16 tháng 12 năm 2009, chương trình 106 & Park của BET tổ chức một chương trình đặc biệt kéo dài 2 giờ đồng hồ có tên gọi 106 & Keys, bao gồm phần đếm ngược đến những video và một màn biểu diễn trực tiếp của Keys.
Ngày 1 tháng 12 năm 2009, Keys biểu diễn một buổi hòa nhạc từ thiện tại nhà hát Nokia ở New York. Tất cả lợi nhuận thu được chuyển vào chương trình Keep a Child Alive. Buổi hòa nhạc—tổ chứ vào Ngày thế giới phòng chống bệnh AIDS—được stream trực tiếp qua trang chia sẻ video YouTube. Một tuần trước ngày phát hành, Keys cho phép stream toàn bộ The Element of Freedom trên dịch vụ stream âm nhạc theo mạng ngang hàng, Spotify, cũng như trên trạng mạng xã hội Facebook thông qua một ứng dụng. Cô trở thành nghệ sĩ thu âm lớn đầu tiên trong lịch sử mạng xã hội Facebook thực hiện điều này. BillboardLive.com đã làm việc với Keys để sản xuất một công nghệ mới cho phép những gười hâm mộ xem những buổi hòa nhạc miễn phí phát sóng theo chuẩn HD thông qua iPhone hoặc iPod Touch. Buổi hòa nhạc "Alicia Keys & Friends" diễn ra vào ngày 7 tháng 1 năm 2010, tại Nhà hát Apollo ở New York. Ngoài những màn biểu diễn, Keys còn giới thiệu những nghệ sĩ khác tham gia trình diễn trong sự kiện. Keys cũng biểu diễn trong chương trình Saturday Night Live vào ngày 9 tháng 1, và sau đó là trong AOL Music Sessions ra mắt ngày 14 tháng 1. Vào ngày lễ Tình nhân, Keys đã trình diễn trong giờ nghỉ của giải NBA All-Star Game năm 2010 cùng với các nghệ sĩ khác như Usher và Shakira. Trong buổi diễn, Keys đã thể hiện "No One" từ album phát hành năm 2007, As I Am. Cô cũng trình bày hai ca khúc "Empire State of Mind" và "Try Sleeping with a Broken Heart". Ngày 3 tháng 3 năm 2010, Keys khởi động chuyến lưu diễn The Freedom Tour trên địa bàn Bắc Mỹ, với điểm dừng chân đầu tiên tại Allstate Arena ở Rosemont, Illinois. Chuyến lưu diễn sẽ đến khu vực châu Âu vào cuối tháng 4 năm 2010. Keys cũng biểu diễn tại nhạc hội Essence Music Festival diễn ra từ ngày 2–4 tháng 7 năm 2010. Keys cho biết album có thể sẽ được phát hành lại với những chất liệu bổ sung.

## Các đĩa đơn

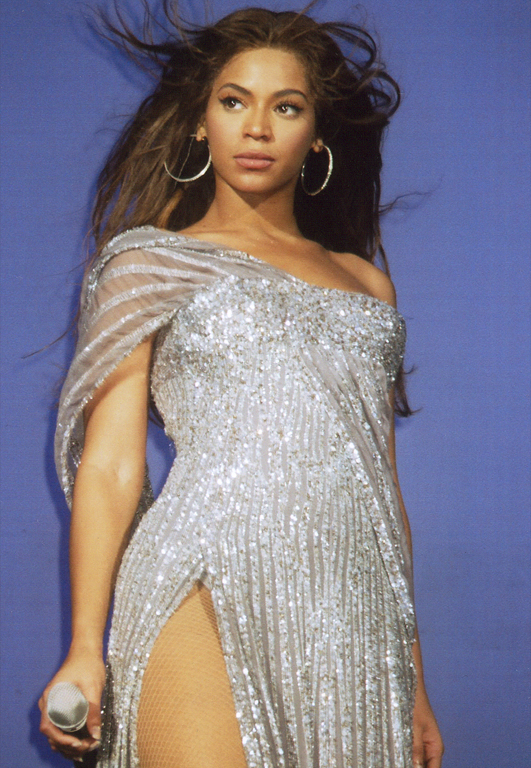
Beyoncé đã trình diễn trong đĩa đơn "Put It in a Love Song".

Keys phát hành "Doesn't Mean Anything" thành đĩa đơn mở đường cho album vào ngày 22 tháng 9 năm 2009. Giới phê bình đưa ra những đánh giá tích cực về bài hát, và so sánh nó với các đĩa đơn trước đó của cô như "No One", "Superwoman" và "If I Ain't Got You". Đĩa đơn đạt được thành công không đồng đều, tại châu Âu ca khúc nằm trong 5 ở Thụy Điển và trong top 10 của Anh. Nó đạt đến vị trí thứ 14 trên bảng xếp hạng US R&B/Hip-Hop Songs, tuy nhiên chỉ leo đến vị trí thứ 60 trên bảng xếp hạng Billboard Hot 100. Ngày 17 tháng 11 năm 2009 Keys phát hành đĩa đơn thứ hai, "Try Sleeping with a Broken Heart". Bài hát nhận được sự khen ngợi của các nhà phê bình, được đánh giá là khoảnh khắc xuất sắc của album với những tiếng synth kéo dài vô tận và âm hưởng của thập niên 1980. Đĩa đơn này thành công hơn đĩa đơn trước đó, khi đạt vị trí á quân tại Na Uy và vị trí thứ 5 tại Đan Mạch, cũng như vị trí thứ 27 trên bảng xếp hạng Billboard Hot 100 và vị trí á quân bảng xếp hạng US R&B/Hip-Hop Songs. Bài hát được phát hành muộn hơn tại Anh, trở thành đĩa đơn thứ ba từ album, và đạt đến vị trí thứ 7.
Ca khúc "Put It in a Love Song" hợp tác với Beyoncé cũng được phát hành thành đĩa đơn từ album. Nó đạt được thành công nhất trên thị trường Úc khi leo đến vị trí thứ 18 và được chứng nhận Vàng. Tuy nhiên, bài hát được phát hành hạn chế tại Hoa Kỳ. Một video âm nhạc cho bài hát dự kiến ra mắt vào tháng 3 năm 2010 nhưng sau đó bị hủy để đưa "Un-Thinkable (I'm Ready)" lên thành đĩa đơn thay thế. Dẫu vậy, "Put It in a Love Song" vẫn đạt đến vị trí 60 trên bảng xếp hạng US R&B/Hip-Hop Songs. Sau khi album phát hành, phiên bản của riêng Keys với ca khúc "Empire State of Mind" xuất hiện trên bảng xếp hạng nhờ doanh thu kỹ thuật số. Bài hát được phát hành thành đĩa đơn-chỉ-trên-toàn-cầu, và trở thành đĩa đơn có vị trí xếp hạng cao nhất trong album ở một số thị trường. Nó đạt vị trí thứ 4 tại Anh, thứ 6 tại Hà Lan và thứ 8 tại Ireland. Bài hát cũng đạt được vị trí thứ 55 trên bảng xếp hạng Billboard Hot 100.
Trong khi đó, tại Mỹ, "Un-Thinkable (I'm Ready)" bắt đầu gây được tiếng vang từ ngày 13 tháng 4 năm 2010. Ca khúc trở thành đĩa đơn thành công nhất từ album trên thị trường Hoa Kỳ, đạt vị trí quán quân bảng xếp hạng US R&B/Hip-Hop Songs Chart trong 12 tuần liên tiếp cũng như leo lên vị trí thứ 21 trên bảng xếp hạng Billboard Hot 100. Một bản phối lại có sự tham gia của Drake được phát hành vào ngày 28 tháng 5 năm 2010. Sau khi sinh hạ con trai đầu lòng vào ngày 16 tháng 10 năm 2010, Keys tiết lộ rằng "Wait 'Til You See My Smile" sẽ là đĩa đơn tiếp theo tại Anh vào ngày 28 tháng 11 năm 2010. Tuy nhiên ngày phát hành sau đó được lùi lại đến ngày 12 tháng 12 năm 2010. Đĩa đơn bao gồm bài hát "Un-Thinkable (I'm Ready)" (bản phối lại với Drake) ở mặt B. Để quảng bá cho đĩa đơn, 12.000 nhà làm phim được mời đến để thực hiện video âm nhạc cho bài hát trong 6 tuần. Keys sau đó lựa chọn một trong số 6 video ngắn để ra mắt thành video âm nhạc chính thức cho ca khúc trên YouTube và các kênh âm nhạc.

## Diễn biến thương mại
The Element of Freedom ra mắt ở vị trí á quân bảng xếp hạng Billboard 200, bán được 417.000 bản trong tuần đầu phát hành. Nó trở thành album đầu tiên của Keys không ra mắt ở vị trí quán quân bảng xếp hạng. Trong tuần thứ hai, album tụt xuống vị trí thứ 4 và đạt doanh số 280.000 bản. Tuần thứ ba, album bán ra 80.000 bản. Trong tuần thứ tư, album bán được 62.000 bản. Tuần kế tiếp, doanh số của album đạt 48.000 bản. Tính đến tháng 2 năm 2010, album đã bán được hơn 1 triệu bản tại Hoa Kỳ và được chứng nhận Bạch kim bởi Hiệp hội Công nghiệp ghi âm Hoa Kỳ vào ngày 14 tháng 1 năm 2010. Tính đến ngày 4 tháng 8 năm 2010, album đã bán ra 1.391.300 bản tại Mỹ. Tính đến ngày 2 tháng 1 năm 2011, The Element of Freedom đã đạt doanh số xấp xỉ 1,5 triệu bản tại Hoa Kỳ theo Nielsen SoundScan.
Album ra mắt ở vị trí thứ 17 trên bảng xếp hạng UK Albums Chart vào ngày 20 tháng 12 năm 2009 và leo lên vị trí quán quân của bảng xếp hạng vào ngày 7 tháng 2 năm 2010, trở thành album đầu tiên của cô lọt vào top 5 và đứng đầu bảng xếp hạng. Trong tháng đầu tiên, album đã có 3 đĩa đơn top 10 tại Anh, và đạt vị trí quán quân bảng xếp hạng UK R&B Albums Chart trong 13 tuần liên tiếp. Album cũng đạt vị trí quán quân tại Thụy Điển và được chứng nhận vàng với doanh số đạt 15.000 bản. Album sau đó đã được chứng nhận bạch kim ở quốc gia này. Tháng 12, 2009, album được chứng nhận bạch kim tại Canada với doanh thu đạt 80.000 bản. Tính đến tháng 8 năm 2012, album đã bán được 4 triệu bản trên toàn cầu.

## Danh sách và thứ tự các bài hát
| The Element of Freedom — Phiên bản chuẩn | The Element of Freedom — Phiên bản chuẩn      | The Element of Freedom — Phiên bản chuẩn                                                                  | The Element of Freedom — Phiên bản chuẩn | The Element of Freedom — Phiên bản chuẩn |
| STT                                      | Nhan đề                                       | Sáng tác                                                                                                  | Sản xuất                                 | Thời lượng                               |
| ---------------------------------------- | --------------------------------------------- | --- | ---------------------------------------- | ---------------------------------------- |
| 1.                                       | "The Element of Freedom (Intro)"              | |                                          | 0:12                                     |
| 2.                                       | "Love Is Blind"                               | Alicia Keys, Jeff Bhasker                                                                                 | Keys, Bhasker                            | 3:49                                     |
| 3.                                       | "Doesn't Mean Anything"                       | Keys, Kerry Brothers, Jr.                                                                                 | Keys, Brothers, Jr.                      | 4:32                                     |
| 4.                                       | "Try Sleeping with a Broken Heart"            | Bhasker, Keys, Patrick "Plain Pat" Reynolds                                                               | Bhasker                                  | 4:09                                     |
| 5.                                       | "Wait Til You See My Smile"                   | Keys, Bhasker, Kasseem Dean                                                                               | Keys, Bhasker                            | 4:01                                     |
| 6.                                       | "That's How Strong My Love Is"                | Keys | Keys                                     | 4:04                                     |
| 7.                                       | "Un-Thinkable (I'm Ready)"                    | Keys, Aubrey Graham, Brothers, Jr., Noah Shebib                                                           | Keys, Brothers, Jr., Shebib              | 4:09                                     |
| 8.                                       | "Love Is My Disease"                          | Keys, Brothers, Jr., Toby Gad, Meleni Smith                                                               | Keys, Brothers, Jr., Gad [Ghi chú]       | 4:01                                     |
| 9.                                       | "Like the Sea"                                | Keys, Bhasker                                                                                             | Keys, Bhasker                            | 4:13                                     |
| 10.                                      | "Put It in a Love Song" (hợp tác với Beyoncé) | Keys, Dean                                                                                                | Keys, Swizz Beatz                        | 3:15                                     |
| 11.                                      | "This Bed"                                    | Keys, Brothers, Jr., Steve Mostyn                                                                         | Keys, Brothers, Jr.                      | 3:45                                     |
| 12.                                      | "Distance and Time"                           | Keys, Brothers, Jr., Mostyn                                                                               | Keys, Brothers, Jr.                      | 4:27                                     |
| 13.                                      | "How It Feels to Fly"                         | Keys, Brothers, Jr.                                                                                       | Keys, Brothers, Jr.                      | 4:42                                     |
| 14.                                      | "Empire State of Mind (Part II) Broken Down"  | Keys, Al Shuckburgh, Shawn Carter, Jane't "Jnay" Sewell-Ulepic, Angela Hunte, Bert Keyes, Sylvia Robinson | Keys, Al Shux                            | 3:39                                     |

| The Element of Freedom — Bài hát thêm cho phiên bản cao cấp | The Element of Freedom — Bài hát thêm cho phiên bản cao cấp | The Element of Freedom — Bài hát thêm cho phiên bản cao cấp | The Element of Freedom — Bài hát thêm cho phiên bản cao cấp |
| STT                                                         | Nhan đề                                                     | Sáng tác                                                    | Thời lượng                                                  |
| ----------------------------------------------------------- | ----------------------------------------------------------- | ----------------------------------------------------------- | ----------------------------------------------------------- |
| 15.                                                         | "Through It All"                                            | Keys, Brothers                                              | 4:28                                                        |
| 16.                                                         | "Pray for Forgiveness"                                      | Keys, Linda Perry                                           | 4:44                                                        |

| The Element of Freedom — Bài hát thêm cho phiên bản phát hành trên Target và iTunes | The Element of Freedom — Bài hát thêm cho phiên bản phát hành trên Target và iTunes | The Element of Freedom — Bài hát thêm cho phiên bản phát hành trên Target và iTunes |
| STT                                                                                 | Nhan đề                                                                             | Thời lượng                                                                          |
| ----------------------------------------------------------------------------------- | ----------------------------------------------------------------------------------- | ----------------------------------------------------------------------------------- |
| 15.                                                                                 | "Stolen Moments"                                                                    | 4:52                                                                                |

| The Element of Freedom — Bài hát thêm cho phiên bản phát hành tại Nhật Bản | The Element of Freedom — Bài hát thêm cho phiên bản phát hành tại Nhật Bản | The Element of Freedom — Bài hát thêm cho phiên bản phát hành tại Nhật Bản |
| STT                                                                        | Nhan đề                                                                    | Thời lượng                                                                 |
| -------------------------------------------------------------------------- | -------------------------------------------------------------------------- | -------------------------------------------------------------------------- |
| 15.                                                                        | "Stolen Moments"                                                           | 4:52                                                                       |
| 16.                                                                        | "Heaven's Door"                                                            | 3:18                                                                       |

| The Element of Freedom — DVD cho phiên bản cao cấp | The Element of Freedom — DVD cho phiên bản cao cấp                                    | The Element of Freedom — DVD cho phiên bản cao cấp |
| STT                                                | Nhan đề                                                                               | Thời lượng                                         |
| -------------------------------------------------- | ------------------------------------------------------------------------------------- | -------------------------------------------------- |
| 1.                                                 | "Doesn't Mean Anything" (Intimate "Acoustic" Studio Performance)                      | 3:55                                               |
| 2.                                                 | "Empire State of Mind (Part II) Broken Down" (Intimate "Acoustic" Studio Performance) | 1:59                                               |
| 3.                                                 | "Try Sleeping with a Broken Heart" (Intimate "Acoustic" Studio Performance)           | 3:39                                               |
| 4.                                                 | "No One" (Intimate "Acoustic" Studio Performance)                                     | 4:09                                               |
| 5.                                                 | "Doesn't Mean Anything" (video âm nhạc)                                               | 5:13                                               |

| The Element of Freedom — CD thêm cho phiên bản Hoàng Đế | The Element of Freedom — CD thêm cho phiên bản Hoàng Đế | The Element of Freedom — CD thêm cho phiên bản Hoàng Đế |
| STT                                                     | Nhan đề                                                 | Thời lượng                                              |
| ------------------------------------------------------- | ------------------------------------------------------- | ------------------------------------------------------- |
| 1.                                                      | "Lover Man"                                             | 3:17                                                    |
| 2.                                                      | "We're Almost There"                                    | 3:37                                                    |
| 3.                                                      | "No One" (trực tiếp)                                    | 4:00                                                    |
| 4.                                                      | "Like You'll Never See Me Again" (trực tiếp)            | 4:52                                                    |
| 5.                                                      | "If I Ain't Got You" (trực tiếp)                        | 4:44                                                    |
| 6.                                                      | "Karma" (trực tiếp)                                     | 3:14                                                    |
| 7.                                                      | "Fallin'" (trực tiếp)                                   | 3:33                                                    |

Ghi chú
- ^[Ghi chú]  chỉ người đồng sản xuất.
- "Empire State of Mind (Part II) Broken Down" có chứa phần được lấy mẫu từ bài hát "Love on a Two-Way Street", viết bởi Bert Keyes và Sylvia Robinson, được trình bày bởi The Moments.

## Những người thực hiện
Ghi chú cho The Element of Freedom được chép từ Allmusic.
Sản xuất
| - Kerry Brothers – điều hành sản xuất - Peter Edge – điều hành sản xuất - Erwin Gorostiza – đạo diễn sáng tạo - Jeanine McLean Griffin – quản lý - Alicia Keys – sản xuất, điều hành sản xuất, chủ đề - Dave Kutch – master - Ann Mincieli – phối khí | - Conrad Robinson – quản lý - Jeff Robinson – điều hành sản xuất, quản lý - Ashunta Sheriff – trang điểm - Tippi Shorter – làm tóc - Yu Tsai – nhiếp ảnh - Wouri Vice – nhà tạo mẫu |

Trình bày
- Beyoncé - hợp tác giọng hát (bài số 10)
- Drake - hát đệm (bài số 7)

## Xếp hạng
| Bảng xếp hạng (2009/2010)                | Vị trí cao nhất |
| ---------------------------------------- | --------------- |
| Australian Albums Chart                  | 19              |
| Austrian Albums Chart                    | 23              |
| Belgian Albums Chart (Flanders)          | 11              |
| Belgian Albums Chart (Wallonia)          | 17              |
| Canadian Albums Chart                    | 5               |
| Croatian Albums Chart                    | 20              |
| Czech Albums Chart                       | 12              |
| Danish Albums Chart                      | 19              |
| European Top 100 Albums                  | 3               |
| Finnish Albums Chart                     | 13              |
| French Albums Chart                      | 13              |
| German Albums Chart                      | 10              |
| Greek International Albums Chart         | 7               |
| Irish Albums Chart                       | 9               |
| Italian Albums Chart                     | 15              |
| Japanese Albums Chart                    | 9               |
| Mexican Albums Chart                     | 76              |
| Netherlands Albums Chart                 | 2               |
| New Zealand Albums Chart                 | 20              |
| Norwegian Albums Chart                   | 7               |
| Polish Albums Chart                      | 7               |
| Portuguese Albums Chart                  | 5               |
| Scottish Albums Chart                    | 2               |
| South African Albums Chart               | 2               |
| Spanish Albums Chart                     | 3               |
| Swedish Albums Chart                     | 24              |
| Swiss Albums Chart                       | 1               |
| UK Albums Chart                          | 1               |
| UK R&B Albums Chart                      | 1               |
| Album Hoa Kỳ Billboard 200               | 2               |
| Album Hoa Kỳ Top R&B/Hip-Hop (Billboard) | 1               |

| Bảng xếp hạng (2009)            | Vị trí |
| ------------------------------- | ------ |
| Australian Urban Albums         | 24     |
| UK Albums Chart                 | 106    |
| Bảng xếp hạng (2010)            | Vị trí |
| Australian Urban Albums         | 13     |
| Belgian Albums Chart (Flanders) | 38     |
| Belgian Albums Chart (Wallonia) | 45     |
| Canadian Albums Chart           | 24     |
| Danish Albums Chart             | 85     |
| Dutch Albums Chart              | 11     |
| European Top 100 Albums         | 6      |
| German Albums Chart             | 60     |
| Japanese Oricon albums chart    | 76     |
| Spanish Albums Charts           | 49     |
| Swiss Albums Chart              | 9      |
| UK Albums Chart                 | 7      |
| US Billboard 200                | 11     |
| US R&B/Hip-Hop Albums           | 3      |

## Chứng nhận doanh số
| Quốc gia                                                                           | Chứng nhận  | Số đơn vị/doanh số chứng nhận |
| ---------------------------------------------------------------------------------- | ----------- | ----------------------------- |
| Úc (ARIA)                                                                          | Vàng        | 35.000^                       |
| Canada (Music Canada)                                                              | Bạch kim    | 80.000^                       |
| Pháp (SNEP)                                                                        | Bạch kim    | 100.000*                      |
| Đức (BVMI)                                                                         | Vàng        | 150.000^                      |
| Ý (FIMI)                                                                           | Vàng        | 30.000*                       |
| Nhật Bản (RIAJ)                                                                    | Vàng        | 100.000^                      |
| Ba Lan (ZPAV)                                                                      | Bạch kim    | 20.000*                       |
| Tây Ban Nha (PROMUSICAE)                                                           | Vàng        | 0^                            |
| Thụy Sĩ (IFPI)                                                                     | Bạch kim    | 30.000^                       |
| Anh Quốc (BPI)                                                                     | 3× Bạch kim | 900.000^                      |
| Hoa Kỳ (RIAA)                                                                      | Bạch kim    | 1.600.000                     |
| * Chứng nhận dựa theo doanh số tiêu thụ. ^ Chứng nhận dựa theo doanh số nhập hàng. |             |                               |

## Lịch sử phát hành
| Quốc gia       | Ngày phát hành       | Định dạng                         | Nhãn hiệu                | Mã catalog   |
| -------------- | -------------------- | --------------------------------- | ------------------------ | ------------ |
| Đức            | 11 tháng 12 năm 2009 | Phiên bản chuẩn                   | Sony Music Entertainment | 886976256128 |
| Đức            | 11 tháng 12 năm 2009 | Phiên bản cao cấp                 | Sony Music Entertainment | 886976309022 |
| Úc             | 11 tháng 12 năm 2009 | Phiên bản chuẩn - tải kỹ thuật số | Sony Music Entertainment | 88697465712  |
| Úc             | 11 tháng 12 năm 2009 | Phiên bản cao cấp - CD + DVD      | Sony Music Entertainment | 88697608982  |
| Ireland        | 11 tháng 12 năm 2009 | Phiên bản chuẩn                   | Sony Music Entertainment | 88697465712  |
| Ireland        | 11 tháng 12 năm 2009 | Phiên bản cao cấp                 | Sony Music Entertainment | 88697608982  |
| Vương quốc Anh | 14 tháng 12 năm 2009 | Phiên bản chuẩn                   | RCA Records              | 88697465712  |
| Vương quốc Anh | 14 tháng 12 năm 2009 | Phiên bản cao cấp                 | RCA Records              | 88697608982  |
| Hoa Kỳ         | 15 tháng 12 năm 2009 | Phiên bản chuẩn                   | J Records                | 886974657125 |
| Hoa Kỳ         | 15 tháng 12 năm 2009 | Phiên bản cao cấp                 | J Records                | 88697608982  |
| Hoa Kỳ         | 15 tháng 12 năm 2009 | Phiên bản Hoàng Đế                | J Records                | —            |
| Hoa Kỳ         | 15 tháng 12 năm 2009 | LP vinyl                          | J Records                | 886974657118 |
| Canada         | 15 tháng 12 năm 2009 | Phiên bản chuẩn                   | Sony Music Entertainment | 88697465712  |
| Canada         | 15 tháng 12 năm 2009 | Phiên bản cao cấp                 | Sony Music Entertainment | 88697608982  |
| Brazil         | 15 tháng 12 năm 2009 | Phiên bản chuẩn                   | Sony Music Entertainment | 886974657125 |
| Argentina      | 15 tháng 12 năm 2009 | Phiên bản chuẩn                   | Sony Music Entertainment | 886974657125 |
| Argentina      | 15 tháng 12 năm 2009 | Phiên bản cao cấp                 | Sony Music Entertainment | 886976089825 |
| Nhật Bản       | 16 tháng 12 năm 2009 | Phiên bản chuẩn                   | Sony Music Japan         | SICP2462     |
| Nhật Bản       | 1 tháng 1 năm 2010   | Phiên bản cao cấp - CD + DVD      | Sony Music Japan         | SICP2583     |
| Úc             | 8 tháng 1 năm 2010   | Phiên bản chuẩn - CD              | Sony Music Entertainment | 88697465712  |